# Лейк (округ, Монтана)
Шаблон:StateAbbr_ 47°39′ пн. ш. 114°05′ зх. д. / 47.65° пн. ш. 114.09° зх. д.
Округ Лейк (англ. Lake County) — округ (графство) у штаті Монтана, США. Ідентифікатор округу 30047.

## Історія
Округ утворений 1923 року.

## Демографія
За даними перепису
2000 року
загальне населення округу становило 26507 осіб, зокрема міського населення було 4247, а сільського — 22260.
Серед мешканців округу чоловіків було 13028, а жінок — 13479. В окрузі було 10192 домогосподарства, 7217 родин, які мешкали в 13605 будинках.
Середній розмір родини становив 3,02.
Віковий розподіл населення поданий у таблиці:
| Стать    | До 15 років | 15-21 | 22-29 | 30-39 | 40-49 | 50-65 | 65-85 | Понад 85 |
| -------- | ----------- | ----- | ----- | ----- | ----- | ----- | ----- | -------- |
| Чоловіки | 3084        | 1423  | 1001  | 1527  | 1935  | 2258  | 1642  | 158      |
| Жінки    | 2886        | 1348  | 1055  | 1661  | 2204  | 2274  | 1747  | 304      |

## Суміжні округи
- Флетгед — північ
- Міссула — схід
- Сендерс — захід

## Виноски
1. ↑  US Decennial Census. US Census Bureau. Архів оригіналу за 19 липня 2018. Процитовано 28 листопада 2014.
2. ↑  Historical Census Browser. University of Virginia Library. Архів оригіналу за 11 серпня 2012. Процитовано 28 листопада 2014.
3. ↑  Population of Counties by Decennial Census: 1900 to 1990. US Census Bureau. Архів оригіналу за 22 вересня 2018. Процитовано 28 листопада 2014.
4. ↑  Census 2000 PHC-T-4. Ranking Tables for Counties: 1990 and 2000 (PDF). US Census Bureau. Архів оригіналу (PDF) за 18 грудня 2014. Процитовано 28 листопада 2014.
5. ↑  State & County QuickFacts. US Census Bureau. Архів оригіналу за 6 червня 2011. Процитовано 15 вересня 2013.(англ.) Наведено за англійською вікіпедією.
6. ↑  American FactFinder. Бюро перепису населення США. Архів оригіналу за 26 лютого 2012. Процитовано 31 січня 2008.

| США | Це незавершена стаття з географії США. Ви можете допомогти проєкту, виправивши або дописавши її. |